# 石井次郎 (宗教哲学者)
石井 次郎（いしい じろう、1910年 - 1987年3月2日）は、日本の宗教哲学者、教育学者。クリスチャン。九州大学教育学部長、東洋英和女学院長、福岡女学院長、活水女子大学学長を歴任した。

## 略歴・人物
1910年に静岡市に生まれる。静岡県立静岡中学校に学ぶ。1934年、青山学院専門学校英語科卒業。同年、九州帝国大学法文学部（宗教学）入学。1937年、同大学院入学。1949年、青山学院大学文学部助教授。ボストン大学大学院入学。1954年、九州大学教育学部助教授。1960年、同教授。1963年、同大学教育学部長。九州大学教育学部では人間形成における宗教的要素に関する研究を行った。
1972年、東洋英和女学院院長、同短期大学学長、同中高部部長、同幼稚園（かえで幼稚園）園長。1976年4月、福岡女学院院長、同短期大学教授。1980年12月、同退任。1981年、活水女子大学学長、同短期大学学長。

## 著書
- 『シュライエルマッヘル研究 : 生涯と思想』 新教出版社 1948

## 訳書
- 『アウグスティヌス教師論』 アウグスティヌス 著 ; 石井次郎, 三上茂 訳 明治図書 1981.2
- 『宗教論』 シュライエルマッヘル 著 ; 佐野勝也, 石井次郎 訳	岩波書店 1949